# Barbara Baxley

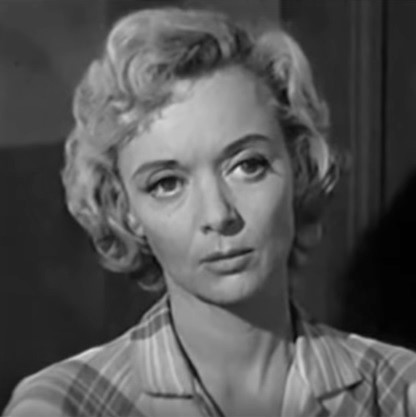
Barbara Baxley in der Fernsehserie One Step Beyond, aus der Episode Message from Clara (1959).

Barbara Angie Rose Baxley (* 1. Januar 1923 in Porterville, Kalifornien; † 7. Juni 1990 in New York City, New York) war eine US-amerikanische Schauspielerin.

## Leben
Baxley erhielt nach ihrem Studium am College of the Pacific ein Stipendium der Neighborhood Playhouse School of Theatre in New York, wo sie von Sanford Meisner ausgebildet wurde. Sie gehörte zu den ersten Mitglied des Actors Studio und erhielt dort Unterricht von Elia Kazan. 1948 hatte sie in einer Produktion von Noël Cowards Private Lives an der Seite von Tallulah Bankhead und Donald Cook ihr Broadwaydebüt. Bis Anfang der 1980er Jahre hatte sie zahlreiche Engagements am Broadway; daneben stand sie auch Off-Broadway auf der Bühne und war 1966 als Isabel in einer Produktion von William Shakespeares Maß für Maß im Central Park sowie 1967 als Portia in Der Kaufmann von Venedig beim American Shakespeare Festival in Stratford zu sehen. Für ihre schauspielerische Leistung in einer Broadway-Produktion von Tennessee Williams’ Period of Adjustment war sie 1960 für den Tony Award nominiert.
Ihr Spielfilmdebüt feierte Baxley 1955 in Elia Kazans Jenseits von Eden als Adams unausstehliche Krankenschwester. Ihre vielleicht wichtigste Spielfilmrolle hatte sie 1975 als Lady Pearl in Robert Altmans Nashville, zu weiteren nennenswerten Rollen zählen Leona in Martin Ritts Norma Rae – Eine Frau steht ihren Mann von 1979 und Shirley in William Peter Blattys Der Exorzist III aus dem Jahr 1990. Neben ihren Film- und Theaterrollen trat Baxley in ihrer vier Jahrzehnte umspannenden Karriere auch in zahlreichen Fernsehproduktionen auf. Unter anderem hatte sie Gastrollen in den Serien Alfred Hitchcock präsentiert, Hawaii Fünf-Null, Auf der Flucht, Die Straßen von San Francisco und Mord ist ihr Hobby.
Baxley wurde im Juni 1990 tot in ihrem Apartment in der Upper West Side aufgefunden, als Todesursache wurde ein Herzinfarkt angenommen.

## Filmografie (Auswahl)

### Film
- 1955: Jenseits von Eden (East of Eden)
- 1962: Mein Bruder, ein Lump (All Fall Down)
- 1967: Countdown: Start zum Mond (Countdown)
- 1968: Bizarre Morde (No Way to Treat a Lady)
- 1972: Spiegelbilder (Images)
- 1975: Nashville
- 1979: Norma Rae – Eine Frau steht ihren Mann (Norma Rae)
- 1990: Der Exorzist III (The Exorcist III)

### Fernsehen
- 1958: Richard Diamond, Privatdetektiv (Richard Diamond, Private Detective)
- 1962: Gnadenlose Stadt (Naked City)
- 1962, 1964: Preston & Preston (The Defenders, 2 Folgen)
- 1963: Unglaubliche Geschichten (Amazing Stories)
- 1966: Auf der Flucht (The Fugitive)
- 1972: Die Straßen von San Francisco (The Streets of San Francisco)
- 1973: Hawaii Fünf-Null (Hawaii Five-O)
- 1974: Owen Marshall – Strafverteidiger (Owen Marshall: Counselor at Law)
- 1984: Hotel
- 1985: Mord ist ihr Hobby (Murder, She Wrote)
- 1986: Twilight Zone

## Broadway (Auswahl)
- 1950–1951: Peter Pan
- 1953: The Frogs of Spring
- 1954–1955: The Flowering Peach
- 1960–1961: Period of Adjustment
- 1964: The Three Sisters
- 1976: Best Friend
- 1982–1983: Whodunnit

## Auszeichnungen
- 1961: Tony-Award-Nominierung für Period of Adjustment